# Џош Мостел
Џошуа Мостел (енгл. Joshua Mostel; Њујорк, 21. децембар 1946), амерички је филмски и ТВ глумац и комичар.